# Attaques à la roquette de 2020 à Asmara
Les attaques à la roquette de 2020 à Asmara sont des attaques à la roquettes menées par le Front de libération du peuple du Tigré sur Asmara, en Érythrée les 14 et 27 novembre 2020 pendant la guerre du Tigré.

## Contexte
Selon Mesfin Hagos (en), ancien ministre érythréen de la Défense, au cours des 12 et 13 novembre, 30 vols militaires transportant «des milliers» de soldats éthiopiens fédéraux sont arrivés à Asmara, la capitale de l'Érythrée. Mesfin a interprété les vols comme faisant partie de la coopération militaire entre l'Érythrée et l'Éthiopie dans la guerre du Tigré qui a précédé les attaques à la roquette du 14 novembre.

## Attaques à la roquette

### 14 novembre
Le 14 novembre 2020, plusieurs roquettes lancées depuis l'Éthiopie ont touché Asmara. Deux roquettes ont touché l'aéroport international d'Asmara.
Le même jour, le gouvernement érythréen a confirmé que des missiles avaient été lancés sur la capitale mais a nié que la ville ait été touchée, affirmant qu'ils avaient atterri dans la campagne. L'attaque est survenue quelques heures seulement après que le Front de libération du peuple du Tigré (TPLF) a menacé de cibler l'Érythrée.
Le secrétaire d'État adjoint américain pour l'Afrique, Tibor Nagy, a condamné le TPLF pour les attaques à la roquette les qualifiant d'«attaques injustifiables contre l'Érythrée… ses efforts pour internationaliser le conflit au Tigré». Le secrétaire d'État des États-Unis, Mike Pompeo, a fustigé le TPLF pour l'attaque, l'appelant ainsi que le gouvernement éthiopien à se désamorcer.

### 27 et 28 novembre
Le TPLF a de nouveau tiré des roquettes sur l'Érythrée le 27 novembre, au nombre de quatre selon les médias, bien que le groupe n'en ait pas revendiqué la responsabilité. Eritrean Press a déclaré qu'ils avaient atterri près d'Asmara ainsi que dans les villes environnantes. Un diplomate a déclaré qu'il y avait eu des rapports d'un atterrissage au sud d'Asmara. Un autre diplomate a déclaré que l'un d'eux avait frappé un quartier d'Asmara mais cela n'a pas pu être confirmé. Aucune victime n'a été signalée dans l'attaque.
Six explosions à Asmara dans la nuit du 28 novembre ont été signalées par le Département d'État des États-Unis, bien que la raison ne soit pas immédiatement claire. Des diplomates basés à Addis-Abeba ont déclaré à l'Agence France-Presse que les explosions ont été causées par des roquettes, qui ont apparemment frappé l'aéroport international d'Asmara et des installations militaires érythréennes.